# 탐라총관부
탐라총관부(耽羅摠管府)는 고려 말기에 원나라가 탐라(오늘날의 제주도)에 설치한 총관부이다.
고려 말기 삼별초의 난을 평정한 후 몽골은 지금의 제주도에 탐라총관부를 두고 다루가치를 두어 다스렸으며, 1277년(충렬왕 3)에는 말을 기르기 위해 목장을 설치하여 자신들의 마필 수요를 충당했다. 총관부의 설치 기간은 1273년부터 1301년까지이다.

## 같이 보기
- 동녕총관부
- 쌍성총관부